# Xã Woodside, Quận Polk, Minnesota
Xã Woodside (tiếng Anh: Woodside Township) là một xã thuộc quận Polk, tiểu bang Minnesota, Hoa Kỳ. Năm 2010, dân số của xã này là 505 người.